# Daniel Blanco Acevedo
Daniel Blanco Acevedo (Montevideo, 1879-1971) fue un abogado y político uruguayo, perteneciente al Partido Colorado.

## Familia
Hijo de Juan Carlos Blanco Fernández y de Luisa Acevedo Vásquez. Sus hermanos Pablo, Eduardo y Juan Carlos también tuvieron destacada actuación política.
Casado con María Elena Estradé, su hijo Juan Carlos fue Canciller de la República.

## Carrera
Egresado como abogado de la Universidad de la República en 1913
Fue Secretario de la Oficina de Tráfico del Puerto y Ministro Interino de Hacienda. Fue Director del Diario Oficial.
Diputado por Montevideo en febrero de 1947 y posteriormente en el periodo 1951-1955; en 1952 fue vicepresidente de la Cámara de Representantes.